# Big Van Vader
Leon Allen White (ur. 14 maja 1955 w Lynwood, Kalifornia, zm. 18 czerwca 2018 w Denver, Kolorado) – amerykański wrestler i aktor. W przeszłości również zawodnik futbolu amerykańskiego. W wrestlingu bardziej znany spod pseudonimu ringowego Big Van Vader lub Vader. W latach dziewięćdziesiątych oraz dwutysięcznych występował w takich promocjach wrestlingowych jak New Japan Pro-Wrestling (NJPW), World Championship Wrestling (WCW), World Wrestling Federation (WWF) i All Japan Pro Wrestling (AJPW). Trzykrotny posiadacz WCW World Heavyweight Championship i IWGP Heavyweight Championship, dwukrotny zdobywca Triple Crown Heavyweight Championship oraz jednokrotny posiadacz mistrzostwa WCW United States Heavyweight Championship.
Występując znany był jako jeden z wrestlerów wagi superciężkiej, wykonujący akcje wysokiego ryzyka takie jak skoki typu diving moonsault, za które zyskał sławę w biznesie zawodowych zapasów.

## Kariera

### Futbol amerykański
Jako amerykański futbolista grywał na pozycji centera. Na University of Colorado grywał natomiast w linii ataku, gdzie w 1977 został wybrany do drugiej drużyny All-American przez zespół Colorado Buffaloes. Ukończył studia na kierunku „administracja w biznesie” (ang. business administration).
W 1978 został wybrany w Drafcie NFL jako center przez drużynę Los Angeles Rams, z którą doszedł do meczu finałowego Super Bowl XIV, jednak drużyna Rams poniosła porażkę w finale przegrywając 19–31 z Pittsburgh Steelers. White wraz z całą drużyną Rams otrzymali pierścienie championship ring przyznane przegranemu teamowi przez dywizję NFC West. White spędził sezon na liście rezerwowej kontuzjowanych z powodu problemów z kolanem. Nie odnotował też żadnych statystyk, a niedługo później został zmuszony do przejścia na emeryturę ze względu na pękniętą rzepkę.

### Początki kariery w wrestlingu (1985 – 1990)
Po zakończeniu kariery futbolisty, White rozpoczął treningi na siłowni. Tam jeden z jego dawnych kolegów zaproponował mu wejście do biznesu wrestlingu. Jego trenerem został Brad Rheingans, a niedługo potem zadebiutował w federacji American Wrestling Association (AWA) pod pseudonimem Baby Bull, a następnie Bull Power. Zawalczył też o tytuł AWA World Heavyweight Championship przeciwko Stanowi Hansenowi, jednak przegrał walkę.
W maju 1986 pojawił się w europejskiej federacji Catch Wrestling Association, gdzie występował na terenie Niemiec i Austrii. Pod koniec marca 1987 zdobył w niej pierwszy tytuł mistrzowski – CWA World Heavyweight Championship pokonując Otto Wanza i kończąc jego niemalże dziewięcioletnie panowanie nad pasem. W lipcu 1987 z powrotem stracił pas na rzecz Wanza. W grudniu 1987 wygrał pierwszy turniej wrestlingowy – Bremen Catch Cup. W sierpniu 1989 powtórnie pokonał Otto Wanza zdobywając CWA World Heavyweight Championship. W 1989 po raz trzeci sięgnął tego tytułu. W grudniu 1991 zdobył jeszcze mistrzostwo CWA Intercontinental Heavyweight Championship, jednak w 1992 zwakował pas podpisując pełny kontrakt z World Championship Wrestling (WCW).
W 1987 zadebiutował w New Japan Pro-Wrestling (NJPW) jako Big Van Vader. Występował w czarnej masce, a jego nowy gimmick bazowany był na silnym wojowniku z japońskiego folkloru i mangi noszącego takie samo imię. W NJPW występował w stajni Takeshi Puroresu Gundan menedżerowanej przez Takeshi Kitano.
W 1989 na gali Battle Satellite in Tokyo Dome pokonał w finale ośmioosobowego turnieju Shinyę Hashimoto zdobywając tytuł IWGP Heavyweight Championship – to uczyniło go pierwszym niejapońskim (gaijin) posiadaczem tego pasa mistrzowskiego. Następnie stracił tytuł na rzecz rosyjskiego zapaśnika Sałmana Chasimikowa. Vader po raz drugi sięgnął tego tytułu pokonując Rikiego Choshu w sierpniu 1989. W listopadzie 1989 pojawił się w meksykańskiej promocji Universal Wrestling Association – tam też zdobył tytuł w wadze ciężkiej tej federacji. Zaliczał też kilka występów w Empresa Mexicana de Lucha Libre (EMLL) jednak bez większych sukcesów.
W lutym 1990 uległ dwóm poważnym kontuzjom. Wpierw Stan Hansen przez przypadek złamał mu nos podczas wejścia do ringu, a następnie chwilę później podczas walki niechcący szturchnął kciukiem lewe oko Vadera, co spowodowało, że oko wypadło z oczodołu zawodnika. Po zdjęciu maski, Vader wepchnął oko do oczodołu i przytrzymał je powieką, kontynuując walkę z Hansenem, dopóki ta nie zakończyła się w no contest. W wyniku kontuzji White zażądał umiejscowienia metalowej płytki pod okiem. Sukcesy Vadera w Japonii przyciągnęły uwagę federacji World Championship Wrestling (WCW), której promotorzy przekonali White’a do współpracy w federacji.
W styczniu 1991 pokonał Tatsumi Fujinami zdobywając po raz trzeci tytuł IWGP Heavyweight Championship – podczas tej walki Vader zaczął krwawić z oka. Rana okazała się na tyle poważna, że powrócił do Stanów Zjednoczonych by poddać się operacji. W marcu 1991 stracił tytuł IWGP Heavyweight Championship na rzecz Fujinami. W tym samym czasie WCW i NJPW osiągnęły wstępne porozumienie robocze, dzięki któremu Vader mógł pojawiać się w WCW. W marcu 1992 stworzył tag team o nazwie Big, Bad, and Dangerous wraz z Bam Bam Bigelowem. Duet pokonał drużynę Hiroshi Hase i Keiji Mutoh, zdobywając tytuł IWGP Tag Team Championship. W maju 1992 rozpoczął krótki feud z Keijim Mutoh, jednak niedługo potem uległ kontuzji kolana i zaczął coraz rzadziej pojawiać się w NJPW, skupiając swoje występy w WCW.

### World Championship Wrestling i World Wrestling Federation (1990 – 1998)
Wstępny kontrakt z World Championship Wrestling (WCW) podpisał już w 1990, jednakże do końca 1991 występował rzadko w tej federacji. Na początku lipca 1990 stoczył pierwszą walkę w WCW podczas gali The Great American Bash (1990) pokonując Toma Zenka. Po podpisaniu pełnego kontraktu z WCW jego menedżerem został Harley Race, a następnie Vader rozpoczął rywalizację ze Stingiem. Ponownie w lipcu 1992 wystąpił na gali The American Bash (1992), gdzie pokonał Stinga o WCW World Heavyweight Championship. Później przerwał występy ze względu na kontuzję kolana. Powrócił pod koniec października 1992 na gali Halloween Havoc (1992). Na gali Starrcade (1992) przegrał w finale turnieju King of Cable ze Stingiem, a dwa dni później, podczas house show pokonał Rona Simmonsa o WCW World Heavyweight Championship zdobywając ten tytuł po raz drugi. W marcu 1993 stracił mistrzostwo na rzecz Stinga, jednakże po raz trzeci sięgnął pasa sześć dni później. Następnie rywalizował z Cactus Jackiem i Davey Boy Smithem. W tym samym czasie utworzył również tag team ze Sidem Viciousem pod nazwą The Masters of the Powerbomb. W 1994 nadal prowadził rywalizację z Cactusem Jackiem, a pod koniec tego roku zmierzył się na gali Starrcade (1993) z Rikiem Flairem jednak przegrał walkę. Do lutego 1994 kontynuował rywalizację z Flairem, a następnie rozpoczął feud z The Bossem. Na gali Starrcade (1994) pokonał Jima Duggana zdobywając WCW United States Heavyweight Championship.
W styczniu 1995 jego sojusz z Harley Race’m został zakończony ze względu na odejście Race’a z federacji WCW. Przez cały 1995 rywalizował z Hulkiem Hoganem, a następnie z Rikiem Flairem. Pod koniec sierpnia 1995 został zwolniony z WCW po tym jak wszczął bójkę z szatni z Paulem Orndorffem. Jeszcze w latach 1993–1995 podczas posiadania kontraktu z WCW, Vader podpisał drugą umowę na występy w japońskiej Union of Wrestling Forces International (UWFI) gdzie występował jako Super Vader. W styczniu 1996 ponownie pojawił się w NJPW, gdzie stoczył (przegraną) walkę z legendą japońskiego wrestlingu – Antonio Inokim.
W World Wrestling Federation (WWF) zadebiutował podczas gali Royal Rumble (1996) wchodząc jako 13. uczestnik do Royal Rumble matchu. Przed jego debiutem w promocji, WWF promowało jego pojawienie się pod hasłami The Man They Call Vader. Na początku występów w tygodniowym programie WWF Raw Vader atakował innych zawodników federacji oraz oficjeli co wzbudziło reakcję ówczesnego przewodniczącego WWF – Gorillę Monsoona, który zażądał, od Vadera by ten zaprzestał ataków, jednak Vader w odpowiedzi wykonał na nim Vader Bomb. W rezultacie został zawieszony za swoje działanie (w kayfabe), choć w rzeczywistości w tym czasie wycofano go z występów ze względu na operację barku. Po powrocie prowadził rywalizację z Shawnem Michaelsem, a następnie z The Undertakerem. W 1997 przez króki okres tworzył tag team z Mankindem jednak bez sukcesów. Przez rok 1997 prowadził kolejne rywalizacje z Goldustem i debiutującym wtedy Kane’em, jednak jego status gwiazdy został zredukowany do poziomu jobbera. W październiku 1998 pojawił się w swojej ostatniej walce nagranej dla programu Sunday Night Heat, gdzie przegrał walkę z Edge’em.

### Dalsza kariera, pośmiertne uhonorowania (1998 – 2017; 2022)
Po opuszczeniu WWF Vader powrócił do japońskiej All Japan Pro Wrestling. Wraz ze swoim dawnym rywalem – Stanem Hansenem utworzył tag team i wziął udział w turnieju World’s Strongest Tag Determination League w 1998. Vader i Hansen doszli do finału tego turnieju jednak ostatnią, finałową walkę przegrali na rzecz drużyny Kenta Kobashi i Jun Akiyama. W marcu 1999 pokonał Akirę Taue o zwakowany tytuł Triple Crown Heavyweight Championship. W tym samym roku wygrał turniej Champion Carnival. Tytuł Triple Crown stracił 2 maja 1999, a następnie ponownie go zdobył pod koniec października 1999. Następnie rozpoczął przerwę od występów powracając w 2000 do nowo utworzonej federacji Pro Wrestling Noah, gdzie był pierwszym zdobywcą (wraz z 2 Cold Scorpio) tytułu GHC Tag Team Championship w 2001.
W lutym 2003 pojawił się w Total Nonstop Action Wrestling (TNA) gdzie stworzył tag team z Dustym Rhodesem, a następnie rywalizował solo z Nikitą Koloffem, jednakże niedługo potem zaprzestał występów w TNA. W 2005 pojawił się w WWE występując przez krótki okres wraz z Goldustem jako enforcer Jonathana Coachmana. Jeszcze w latach 2004–2007 pojawiał się w federacjach niezależnych takich jak Jersey All Pro Wrestling (JAPW) i World Wrestling Coalition. W 2004 przez krótki okres zaliczał występy dla New Japan Pro-Wrestling (NJPW). W latach 2010–2012 ponownie pojawiał się w federacjach niezależnych takich jak WrestleReunion i Resistance Pro. W 2011 po trzęsieniu ziemi w Tohoku w Japonii Vader i jego syn Jesse wzięli udział w walkach charytatywnych w AJPW i Pro Wrestling Zero1 na rzecz poszkodowanych. W 2012 dwukrotnie pojawił się w WWE – w czerwcu podczas odcinka Raw pokonał Heatha Slatera oraz w lipcu gdzie wystąpił podczas jubileuszowego 1000 odcinka Raw wraz z kilkoma innymi byłymi gwiazdami federacji WWE.
W kwietniu 2016 pojawił się podczas gali WWE Hall of Fame, gdzie wprowadził Stana Hansena do tej galerii sław. W czerwcu 2016 wdał się w dyskusję na Twitterze z Willem Ospreayem na temat scenariuszy i choreografii walk wrestlingowych. Dyskusja ta zaprowadziła Vadera i Ospreaya do walki w brytyjskiej federacji Revolution Pro Wrestling, którą Vader wygrał. Następnie pojawił się w innej brytyjskiej promocji – XWA Wrestling. W kwietniu 2017 pojawił się w japońskiej promocji Dradition. Walkę finałową kończącą karierę zawodowego zapaśnika stoczył pod koniec maja 2017.
W dniu 7 marca 2022 na oficjalnym profilu WWE w serwisie Twitter ogłoszono, iż Vader zostanie pośmiertnie wprowadzony do galerii sław WWE Hall of Fame. W dniu 1 kwietnia 2022 został pośmiertnie wprowadzony do galerii sław WWE Hall of Fame przez swojego syna Jessego White’a.

### Tytuły i osiągnięcia
- All Japan Pro Wrestling
  - Triple Crown Heavyweight Championship (2 razy)
  - World Tag Team Championship (1 raz) – ze Steve’em Williamsem
  - Champion Carnival (1999)
- Catch Wrestling Association
  - CWA Intercontinental Heavyweight Championship (1 raz)
  - CWA World Heavyweight Championship (3 razy)
  - CWA Bremen Catch Cup (1987)
- Impact Zone Wrestling
  - IZW Heavyweight Championship (1 raz)
- New Japan Pro-Wrestling
  - IWGP Heavyweight Championship (3 razy)
  - IWGP Tag Team Championship (1 raz) – z Bam Bam Bigelowem
  - Super Grade Tag League (1991) – z Tatsumi Fujinami
  - IWGP Title Tournament (1989)
- Pro Wrestling Illustrated
  - Zawodnik roku (1993)
  - Sklasyfikowany na 2. miejscu wśród najlepszych 500 wrestlerów w rankingu PWI 500 w 1993 roku.
  - Sklasyfikowany na 27. miejscu wśród najlepszych 500 wrestlerów w rankingu PWI Years w 2003 roku.
  - Sklasyfikowany na 36. miejscu wśród najlepszych 100 tag teamów w rankingu PWI Years z Bam Bam Bigelowem w 2003 roku.
- Pro Wrestling Noah
  - GHC Tag Team Championship (1 raz) – ze Scorpio
  - GHC Tag Team Title Tournament (2001) – ze Scorpio
- Tokyo Sports
  - Nagroda za najlepszy tag team (Best Tag Team Award; 1998) ze Stanem Hansenem
- Universal Wrestling Association
  - UWA World Heavyweight Championship (1 raz)
- Union of Wrestling Forces International
  - Pro-Wrestling World Heavyweight Championship (1 raz)
  - Best of the World Tournament (1994)
- World Championship Wrestling
  - WCW United States Heavyweight Championship (1 raz)
  - WCW World Heavyweight Championship (3 razy)
  - BattleBowl (1993)
- World Wrestling Federation
  - Slammy Awards (1 raz)
    - Przestępstwo stulecia (Crime of the Century; 1996) – Atak na przewodniczącego WWF – Gorillę Monsoona.
- Wrestling Observer Newsletter
  - Najlepszy heel (1993)
  - Najlepsza akcja (1993) Moonsault
  - Największy progres (1999)
  - Najlepszy wrestler (1993)
  - Wrestling Observer Newsletter Hall of Fame (wprowadzony w 1996)

### Styl i gimmick w wrestlingu
White uważany jest za jednego z najlepszych wrestlerów wagi superciężkiej wszech czasów. Swoją masę ciała wykorzystywał na przeciwnikach w akcjach typu corner slingshot splash by wyglądały jeszcze bardziej boleśnie. Renomę zyskał również dzięki swojej zwinności pomimo 200 kilogramów wagi ciała, a jedną z jego charakterystycznych akcji był Vader Sault (moonsault) – salto do tyłu z narożnika ringu na leżącego na macie przeciwnika.
Występując w ringu jako Vader (Big Van Vader), White prezentował agresywny styl walki, nosił czerwono-czarny trykot z wypisanym jego hasłem VADER TIME oraz skórzaną brązową lub czerwoną maskę, a także używał czarnych rękawic przypominających rękawice używane w mieszanych sztukach walki.

### Rekord w Luchas de Apuestas
| Zwycięzca (stawka) | Przegrany (stawka) | Lokalizacja          | Gala          | Data         | Uwagi  |
| ------------------ | ------------------ | -------------------- | ------------- | ------------ | ------ |
| Kane (maska)       | Vader (maska)      | Milwaukee, Wisconsin | Over the Edge | 31 maja 1998 | [ 30 ] |

### Inne media
Postać Big Van Vadera pojawiła się w wielu grach komputerowych: WCW Wrestling, WCW: The Main Event i WCW SuperBrawl Wrestling, a także jako postać DLC w WWE SmackDown vs. Raw 2009, WWE '12, WWE '13, WWE 2K16, WWE 2K17, WWE 2K18 i WWE 2K19. Pojawił się również oficjalnie i nieoficjalnie w japońskich grach komputerowych z serii Fire Pro Wrestling, Virtual Pro Wrestling i King of Colosseum oraz All Star Pro-Wrestling i Wrestle Kingdom 2, gdzie znajdował się na okładkach tych gier. Bohater gry komputerowej Fatal Fury – Raiden, inspirowany jest gimmickiem Vadera z jego występów w Japonii. Podobnie bohater innej gry (Saturday Night Slam Masters) – Alexander the Grater, jest również inspirowany Vaderem. White był również okazjonalnie aktorem – poniższa lista przedstawia jego najważniejsze występy aktorskie.
| Rok       | Film/serial                                | Rola                                          | Uwagi                  |
| --------- | ------------------------------------------ | --------------------------------------------- | ---------------------- |
| 1995/1996 | Chłopiec poznaje świat                     | Francis Albert Leslie ‘Frankie’ Stecchino Sr. | 3 odcinki              |
| 1995      | Wojownik gwiazdy północy                   | Goliath                                       |                        |
| 1996      | Słoneczny patrol                           | On sam                                        | odc. Bash at the Beach |
| 1998      | Hitman Hart: wrestling z cieniami          | On sam                                        |                        |
| 1999      | The Unreal Story of Professional Wrestling | On sam                                        |                        |

W kwietniu 1997 był uczestnikiem incydentu do jakiego doszło podczas touru WWF w Kuwejcie. Vader oraz The Undertaker pojawili się jako goście w programie Good Morning Kuwait. Podczas wywiadu gospodarz programu zapytał Undertakera i Vadera czy wrestling jest udawany. W odpowiedzi zirytowany Vader przewrócił stół, przy którym siedzieli on, Undertaker i prowadzący program dziennikarz, a następnie chwycił gospodarza programu za krawat, pytając go czy wydaje się fałszywy, wulgarnie się przy tym zwracając do prowadzącego – zdarzenie to nie było częścią wrestlingowego kayfabe ustalonego wcześniej z oficjelami programu Good Morning Kuwait a stanowiło czysty shoot. Następnie został zatrzymany przez władze Kuwejtu na okres dwóch tygodni. W grudniu White został ukarany grzywną w wysokości 164 dolarów amerykańskich za ten incydent.

## Życie prywatne
Uczęszczał do Bell High School w miejscowości Bell w Kalifornii, gdzie m.in. trenował pchnięcie kulą, zapasy oraz futbol uczelniany (ang. college football).
Będąc alkoholikiem w 2007 rozwiódł się ze swoją żoną Grace, co zainspirowało go do rzucenia tego nałogu. Przeszedł również operację podwójnej wymiany stawu kolanowego, co w następstwie spowodowało infekcję, przykuwając go do łóżka na okres sześciu miesięcy.
W listopadzie 2016 uczestniczył w groźnym wypadku samochodowym. W trakcie pobytu w szpitalu lekarze zdiagnozowali u niego niewydolność serca. W marcu 2017 wystąpił w podkaście Two Man Power Trip of Wrestling, gdzie wyjaśniał, że żałował tweetowania o swoim stanie zdrowia. Stwierdził, że będzie dalej walczył, a także powiedział, że gdyby testy się sprawdziły, chciałby umrzeć na ringu. W marcu 2018 przeszedł operację serca, a następnie kolejną by wyleczyć arytmię.
Vader ma jednego syna – Jessego, który również trenował futbol amerykański, a następnie został wrestlerem, występując pod pseudonimem Jake Carter na terytoriach rozwojowych federacji WWE. White określał siebie nowonarodzonym chrześcijaninem.
Zmarł 18 czerwca 2018 w wieku 63 lat, po miesiącu hospitalizacji spowodowanym zapaleniem płuc. W trakcie pobytu w szpitalu był odwiedzany przez wrestlera Stinga.
W 2019 ukazała się pośmiertnie książka autobiograficzna autorstwa Leona White’a i Kenny’ego Casanova pt. It’s Vader Time: The Story of a Modern Day Gladiator.